# Ольштынек
Ольштынек (пол. Olsztynek, нем. Hohenstein — Хохенштейн) — город в Польше, входит в Варминьско-Мазурское воеводство, Ольштынский повет. 
Город имеет статус городско-сельской гмины. Занимает площадь 7,69 км². Население — 7677 человек (на 2018 год).

## История
История города в Восточной Пруссии начинается с постройки тевтонскими рыцарями замка Хохенштейн в 1351 году. В 1410 году в окрестностях города рыцари потерпели сокрушительное поражение в битве при Грюнвальде. В 1440 — 1455 годах в составе Прусской конфедерации, с 1525 года — часть Пруссии. В августе 1914 года оказался в центре битвы при Танненберге.
На проведённом после Первой мировой войны плебисците было подано только два голоса за передачу города под юрисдикцию Польши. В город из Кёнигсбергского зоопарка был перемещен этнографический музей Восточной Пруссии. В 1927 году здесь был воздвигнут мемориал в Танненберге, где через 7 лет был захоронен германский президент Пауль фон Гинденбург. После Второй мировой войны мемориал был разрушен, могила Гинденбурга с супругой ещё до начала боёв была перемещена в Марбург. Польские власти соорудили в городе памятник в честь Грюнвальдского сражения.
В годы Великой Отечественной войны в окрестностях города находился концентрационный лагерь для советских военнопленных Шталаг 1Б (Stalag 1В). Зимой 1941/1942 от голода и болезней в лагере умерло около 25 тысяч человек.

## Памятники
В реестр охраняемых памятников Варминьско-Мазурского воеводства занесены:
- Городская застройка XIV—XIX вв.
- Костёл Святого Сердца 1888 г.
- Плебания 2-й половины XIX в.
- Руины костёла XIV, XVII—XVIII вв.
- Римско-католическое кладбище XIX в.
- Лютеранско-аугсбургские кладбища XIX в.
- Замок, 1-я половина XIV в., XVII—XIX вв.
- Городские стены XIV в.
- Ратуша 1915—1923 гг.
- Дом начала XX в. по ул. Шопена, 10
- Дом середины XIX в. по ул. Мронговиуша, 5
- Дом по ул. Ратушной, 4
- Бывшая плебания XV, середины XVIII, XX в.
- Бывшая лютеранская плебания 1648 г., XIX в.
- Дома начала XX в. по ул. Сверчевского, 3, 27, 31
- Дом 1915 г. по ул. Варшавской, 4
- Дома начала XX в. по ул. Замковой, 2
- Склад 1914 г. по ул. Складской, 9
- Водонапорная башня 1906 г.
- Водонапорная башня 1935 г.

## Галерея

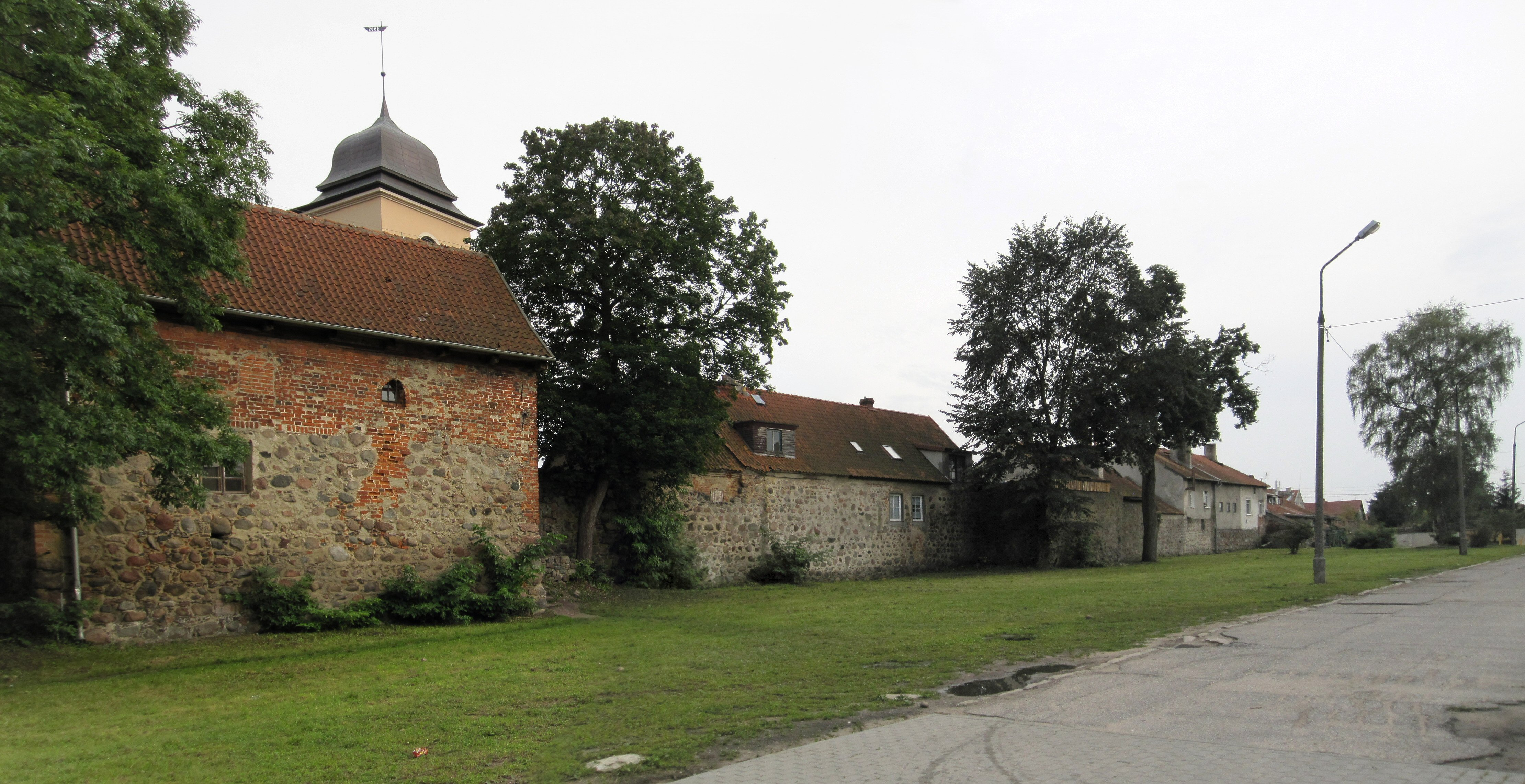
Городские стены
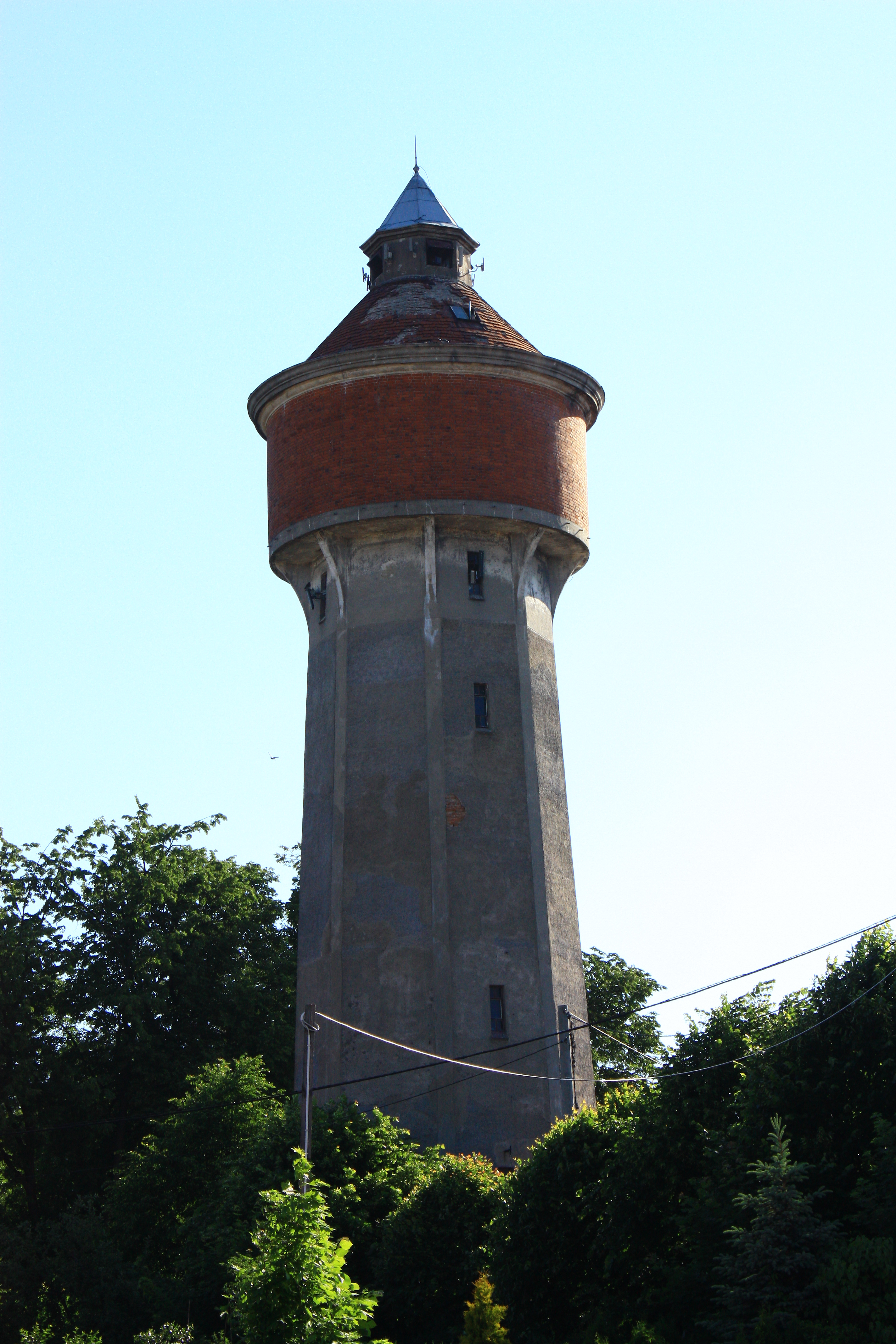
Водонапорная башня 1906 г.
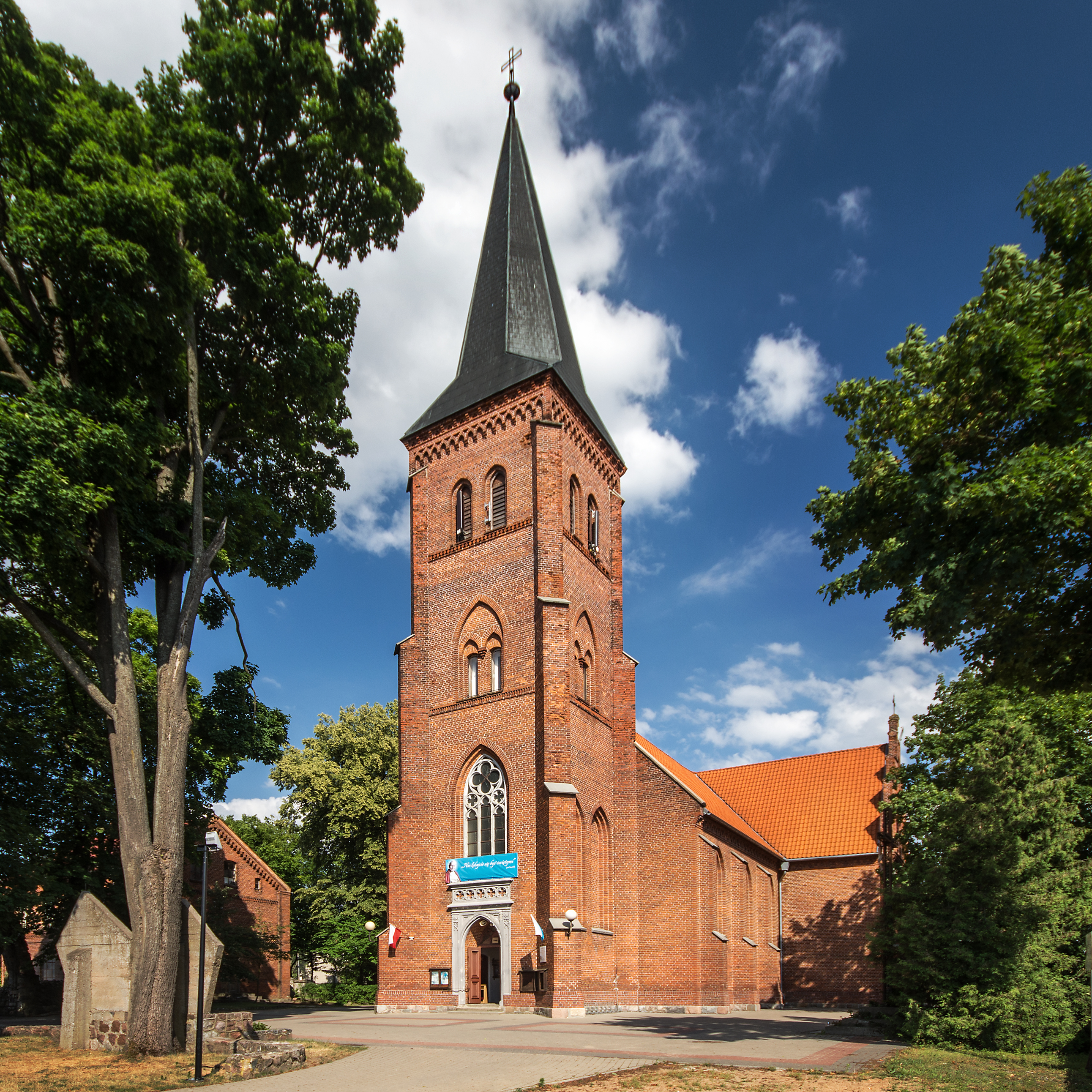
Костёл Святого Сердца
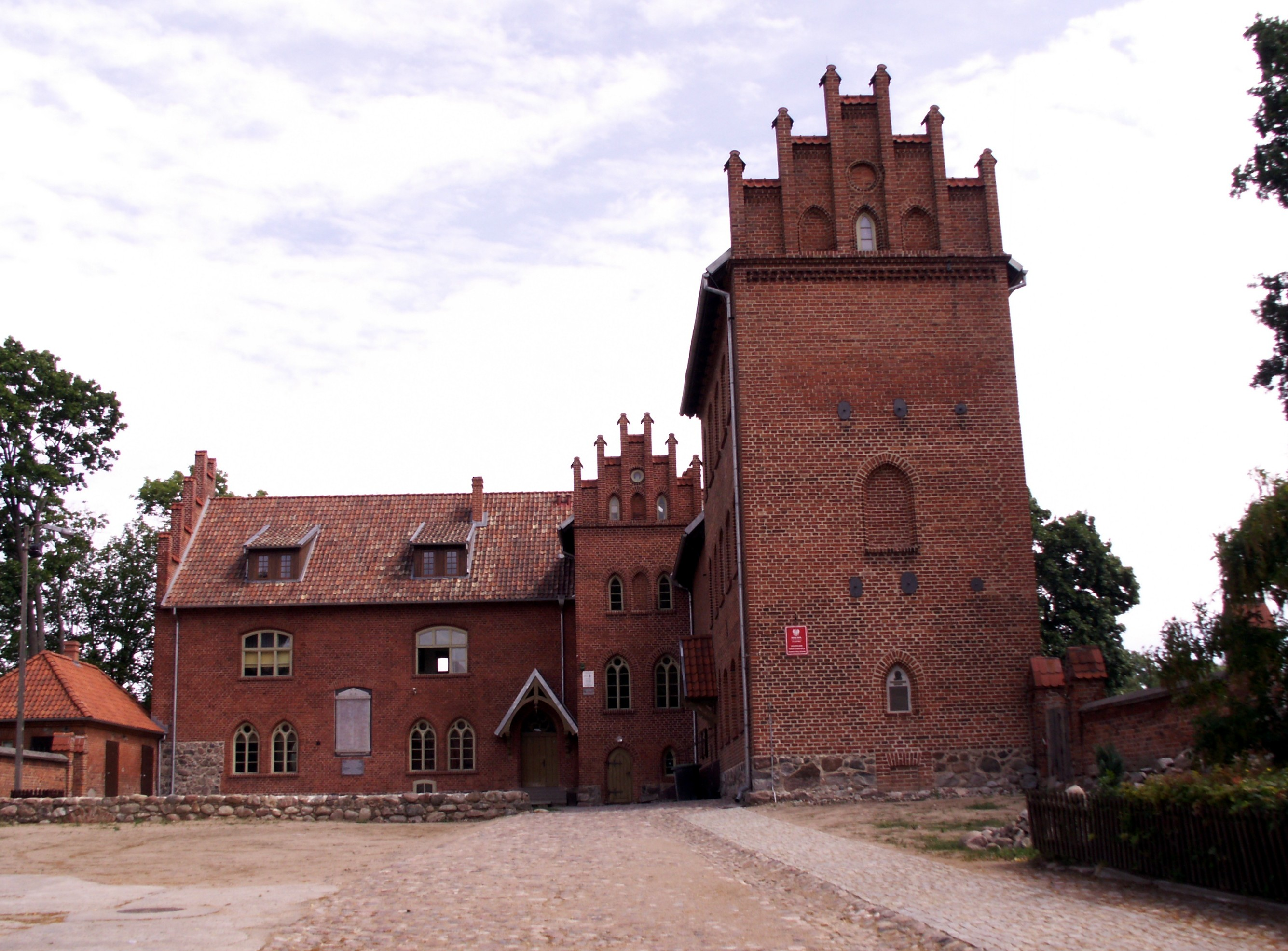
Замок крестоносцев (построен в 1350—1360) в Ольштынке
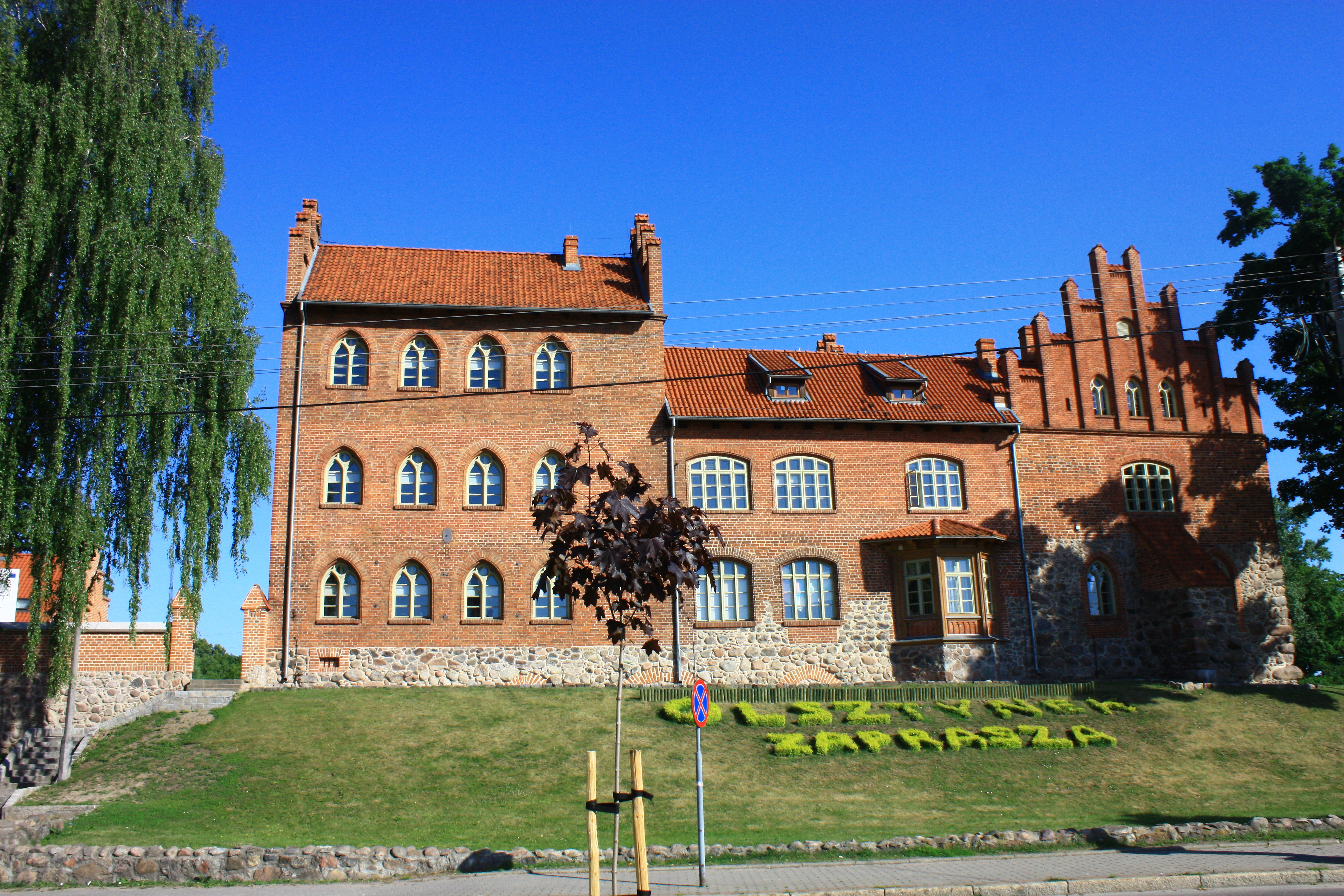
Ordensburg Hohenstein
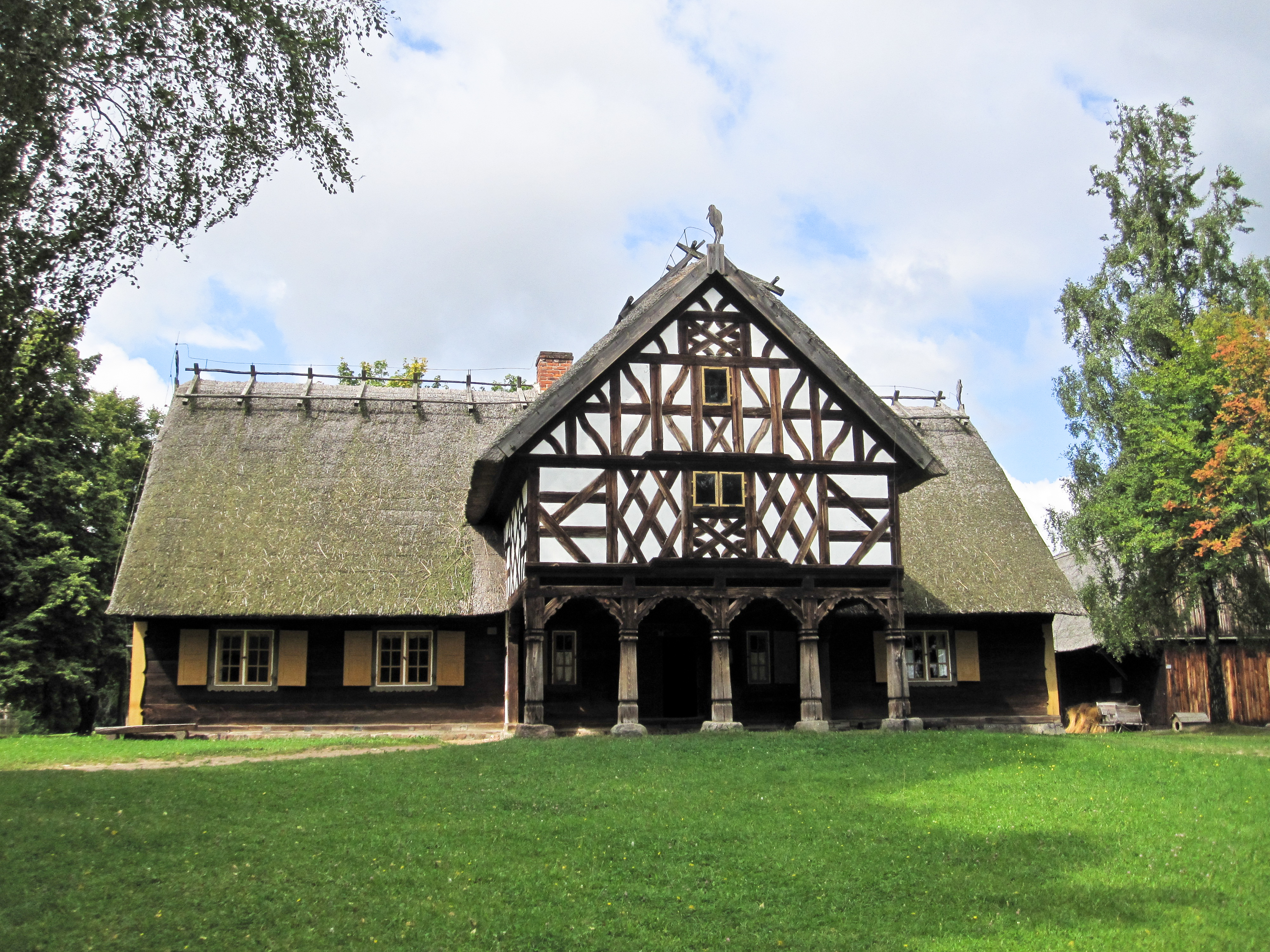
Arkadenhaus im Freilichtmuseum